# Niewino Popławskie (Podlachie)
Niewino Popławskie (prononciation : [ɲɛˈvinɔ  pɔpwafskʲɛ]) est un village du district administratif de Wyszki, se trouvant dans le powiat de Bielsk, lui-même situé dans la voïvodie de Podlachie, au nord-est de la Pologne. Il se trouve à environ 6 km à l'est de Wyszki, à 12 km au nord-ouest de Bielsk Podlaski, et à 33 km au sud de la capitale régionale Białystok.